# Bataille des Landes-Genusson
Guerre de Vendée
Batailles
La bataille des Landes-Genusson se déroule le 25 novembre 1795 lors de la guerre de Vendée. Elle s'achève par la victoire des républicains qui repoussent une attaque des Vendéens contre le bourg des Landes-Genusson.

## Déroulement
Menacé par les forces républicaines de l'adjudant-général Watrin, Charles Sapinaud de La Rairie, le commandant de l'armée catholique et royale du Centre, rencontre Charette à La Gaubretière, le 23 ou le 24 novembre 1795. Ce dernier lui prête quelques troupes et de la cavalerie.
Le 25 novembre 1795, l'armée du Centre attaque le cantonnement républicain des Landes-Genusson, défendu par 200 hommes du 3e bataillon de volontaires des Vosges,. Menés par Sapinaud et Fleuriot, les Vendéens sont estimés à environ un millier d'hommes par les républicains. Charette ne participe quant à lui probablement pas à l'action, mais des cavaliers de son armée, vêtus pour les uns de manteaux blancs et pour les autres de manteaux rouges, sont signalés. Les combats durent une heure, sous une forte pluie, et s'achèvent par la victoire des républicains qui repoussent les assaillants.

## Pertes
Selon le rapport des administrateurs du département de la Loire-Inférieure, daté du 18 frimaire (9 décembre), les Vendéens laissant 30 morts et emportent un plus grand nombre de blessés. Dans un rapport à Hoche, l'adjudant-général François Watrin indique que les rebelles ont perdu une vingtaine d'hommes, contre deux tués chez les républicains. L'historien Lionel Dumarcet évoque pour sa part une vingtaine de tués, dont beaucoup de déserteurs.

## Conséquences
Sapinaud bat en retraite et trouve refuge auprès de Stofflet au May-sur-Èvre, près de Cholet, le 12 décembre. Il démissionne de son poste de général et signe la paix en janvier 1796.